# 皂荚属
皂莢屬（学名：Gleditsia），是蘇木亞科下的一個屬，全球約有12－16種物種。分佈於亞洲東南部及中部、非洲及南北美洲。中國大陆有6種2變種，分佈在各省區，台灣有1種。皂莢屬的模式種為美國皂莢。本屬染色體數2n=28

## 用途
本屬植物的木質多為堅硬而耐腐，可供製作器具及薪炭之用。莢果煎汁後可作為肥皂供洗濯之用。皂莢可供醫藥用途。

## 形態特徵
皂莢屬中包含落葉喬木或灌木植物
，樹幹及枝條上具有單生或分枝的粗刺，側芽疊生，無頂芽。葉為一回偶數羽狀複葉或同一植株之上出現一回偶數及二回羽狀複葉，常互生或簇生於短枝上；葉軸及羽軸具槽；小葉互生或近對生，基部兩側近對稱或稍不對稱，少有近正形；葉緣常具細鋸齒或不規則的鈍齒，稀有全緣；托葉微細，早脫落。花單性異株或雜性，小形，花組成腋生或少有頂生的穗狀或總狀花序，少有圓錐花序，花冠綠白色、綠色、白色、淡綠色或淡綠黃色；花托鐘狀，外披柔毛，內無毛；萼筒鐘狀，具蜜腺，裂片3－5枚，近相等；花瓣3－5枚，稍不相等，與萼片稍長或等長，無爪，覆瓦狀排列；雄蕊5－10枚，伸出，離生，近等長；雌花中常無退化雄蕊，雄花中亦常無退化雌蕊；花絲分離，中部以下稍扁寬及披長曲柔毛，離生；花藥背着，丁字形着生，縱縫開裂；子房於雄花中缺失或僅有痕跡，兩性花中無柄或具短柄，着生於花萼基部，花柱短，柱頭大而頂生；胚珠1至多數。果為莢果，革質，帶狀扁平，勁直、扭曲或不規則彎曲，不開裂或遲緩開裂；種子1至多顆，橢圓形、卵形、扁或近柱形，具角質的胚乳，長於細而長的種柄之上，並藏於果肉之中。

## 物種
皂莢屬約包含12－16種物種： 
- Gleditsia amorphoides (Griseb.) Taub.
- Gleditsia aquatica Marshall
- Gleditsia australis Hemsl.小果皂荚
- Gleditsia caspica Desf.
- Gleditsia fera (Lour.) Merr.
- Gleditsia ferox  Desf.
- Gleditsia japonica Miq.
  - Gleditsia japonica japonica var. Miq.
  - Gleditsia japonica var. velutina L. C. Li 绒毛皂荚
- Gleditsia medogensis Z.C.Ni
- Gleditsia microphylla Gordon ex Y. T. Lee
- Gleditsia rolfei L.M. Vida
- Gleditsia sinensis Lam.
- Gleditsia triacanthos L.
  - Gleditsia triacanthos var.  inermis

雜種
- Gleditsia × texana Sarg. - Texas Honey locust (G. aquatica × G. triacanthos)

## 外部連結
- （简体中文）. 植物通.   [July 22, 2011]. （原始内容存档于2012-06-01）.